# Tajinan (plaats)
Tajinan is een bestuurslaag in het regentschap Malang van de provincie Oost-Java, Indonesië. Tajinan telt 4782 inwoners (volkstelling 2010).